# أنديرس شميت هانسن
أنديرس شميت هانسن هو لاعب غولف دنماركي، ولد في 31 يناير 1978.

## وصلات خارجية
- أنديرس شميت هانسن على موقع رابطة أوروبا للاعبي الغولف المحترفين (الإنجليزية)